# Maronensperling
Der Maronensperling (Passer eminibey), auch Emingoldsperling genannt, ist eine afrikanische Vogelart aus der Familie der Sperlinge. Er ist die kleinste Art in der Gattung Passer und kommt im östlichen Afrika vom Sudan bis nach Somalia und südwärts bis Tansania vor, wo er Savannen und Grasland in Sumpfnähe bewohnt. Er brütet zum Teil in kleinen Kolonien und übernimmt manchmal die Nester von Webervögeln.
Der Maronensperling gehört zu den wenigen Sperlingsarten, die in Europa gelegentlich als Ziervogel gehalten werden.

## Beschreibung
Der Maronensperling erreicht eine Körperlänge von 11–11,5 cm und ist damit etwa so groß wie eine Blaumeise. Die Geschlechter unterscheiden sich deutlich in der Gefiederfärbung.
Das Gefieder des Männchens im Brutkleid ist fast vollständig kastanienbraun, die Gesichtspartie etwas dunkler. Die kleinen und mittleren Armdecken sind ebenfalls kastanienbraun, die großen Armdecken und die Handdecken sind schwarz mit kastanienbraunen Säumen und teils mit hellen Spitzen. Der Fittich ist schwarz. Die Säume des schwarzbraunen Großgefieders sind warmbeige bis rostbraun und an den Schirmfedern recht breit. Der Schnabel ist schwarz, die Füße blassbraun. Außerhalb der Brutzeit verliert das abgetragene Gefieder teils seine kastanienbraune Färbung. Es wirkt dann unordentlich und ist vor allem auf der Brust mit hellen Säumen, an Rücken und Schultern mit dunklen Federzentren durchsetzt. Der Schnabel ist dann blassbraun mit dunkler Spitze.
Beim Weibchen ist die Oberseite bis zu den Halsseiten und auf den vorderen Rücken braungrau. Von den Zügeln erstreckt sich ein warmbeiger Überaugenstreif bis zu den hinteren Ohrdecken. Das Gesicht ist beige überhaucht und auf Kinn und Kehle zeigt sich ein beigebrauner bis hell kastanienfarbener Fleck. Die Unterseite ist weißlich und an Brust und Flanken beigebraun überwaschen. Der Rücken ist braungrau, zu den Schultern hin warmbraun und oberseits deutlich von dunklen Federzentren durchsetzt. Der Bürzel ist warmbraun, die Oberschwanzdecken wie der Schwanz braun. Letzterer trägt warmbeige Säume. Das Flügelgefieder ähnelt dem des Männchens, die Säume sind jedoch wesentlich heller beige. Der Schnabel ist blassgelb mit grauer Spitze und ebensolchen Rändern.
Das Jugendkleid ähnelt dem des Weibchens ist aber sehr viel blasser. Im ersten Winter zeigt sich beim Männchen schon deutlich die kastanienfarbene Färbung. Oberseits ist sie von hellen Säumen durchsetzt, die noch überwiegend helle Unterseite ist mit einer sichelförmigen, kastanienbraunen Fleckung überdeckt.
Das Männchen des Maronensperlings ist auf Grund der Gefiederfarbe unverwechselbar. Die Weibchen können mit denen des Haussperlings verwechselt werden. Maronensperlingweibchen unterscheiden sich von denen des Haussperlings durch den braunen Bürzel und den bräunlichen Ton der Körperunterseite.

## Stimme
Der Ruf ist ein gedämpftes Tschilpen. Das Männchen gibt am Nest einen hoch zwitschernden Triller von sich.

## Verbreitung

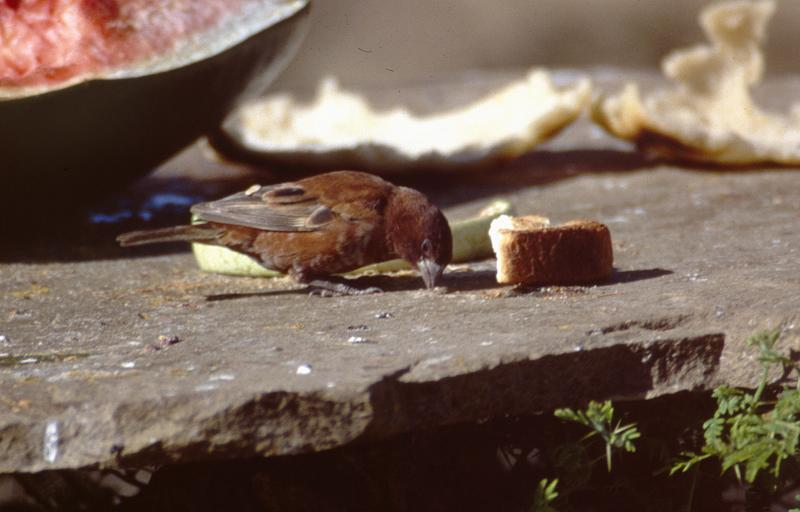
Maronensperling beim Fressen

Das Verbreitungsgebiet des monotypischen Maronensperlings erstreckt sich zerstreut vom westlichen Sudan über Äthiopien bis ins südwestliche Somalia. Südwärts reicht die Verbreitung über das östliche Uganda und Kenia bis in den Norden des zentralen Tansanias. Er ist häufig oder lokal häufig und nicht bedroht.

## Lebensweise
Die Art besiedelt trockenes Grasland und Savannen mit Gebüschen und Akaziendickichten, oft in der Nähe von Feuchtgebieten und Papyrussümpfen. Nicht selten findet man sie auch in Siedlungsnähe. Sie ist paarweise oder in kleinen Verbänden anzutreffen, bisweilen vergesellschaftet sie sich mit Webervögeln der Gattung Quelea oder kleineren Arten.
Der Maronensperling brütet meist in Kolonien oder zerstreuten Ansammlungen. Das Nest befindet sich meist hoch in Gebüschen oder Baumkronen. Neben selbstgebauten Nestern werden auch die Nester von Webervögeln für das Brutgeschäft wie beispielsweise Marmorspätzling, Somali-Weber oder Cabanis-Weber genutzt. Gelegentlich sind sie mit diesen Arten auch gemeinsam in Kolonien. Es wird für möglich gehalten, dass sich der Maronensperling zu einem Nistparasiten entwickelt, der keine Nester mehr selber errichtet. In einer Brutkolonie, in der neben 6.000 Brutpaaren des Marmorspätzlings auch 100 Brutpaare des Maronensperlings vorkamen, vertrieben die Männchen des Maronensperlings die Marmorspätzlinge aus den Nester. Ein eigener Nestbau durch die Maronensperlinge fand nicht statt, sie nutzte auch keine aufgegebenen Nester der Marmorspätzlinge. Vergleichbare Verhaltensweisen wurden auch gegenüber dem Zwergweber, Schwarzkopfweber und Jackson-Weber beobachtet. Das Verhalten des Maronensperlings scheint durch die Nestbauaktivitäten der Webervögel ausgelöst zu werden. Die Männchen des Maronensperlings bleibt dabei über mehrere Stunden des Webernestes, balzt dort. Er greift die zum Nest kommenden Webervögel an, wird aber auch von diesen verjagt und gebissen, letztlich geben die Webervögel jedoch ihr Nest auf.
Die Bebrütung des Geleges dauert 13 Tage. Das Brüten wird überwiegend vom Weibchen erledigt, das immer nur für kurze Zeit vom Männchen abgelöst wird. Die Brutzeit beträgt bei in Gefangenschaft gehaltenen Vögel 18 bis 19 Tage. An der Aufzucht der Nestlinge sind dagegen beide Geschlechter beteiligt. Die Nestlingszeit beträgt 17 Tage.
Der Maronensperling ernährt sich von einer Vielzahl an Sämereien, frisst aber auch Haushaltsabfälle und Insekten. Die Nestlingsnahrung besteht vorwiegend aus kleinen Insekten.

## Forschungsgeschichte und Systematik

Von links nach rechts: Jemengoldsperling mit seinem überwiegend gelben Gefieder, der Braunrücken-Goldsperling, dessen Gefieder gelb und braun ist und der kastanienbraune Maronensperling

Der Maronensperling wurde 1880 von Gustav Hartlaub im Journal für Ornithologie erstmals wissenschaftlich als Sorella emini bey beschrieben. Hartlaub gab der Art das Artepitheton emini bey zu Ehren des deutschstämmigen Afrikaforschers und Gouverneur der Provinz Äquatoria Eduard Schnitzer, der im Osmanischen Reich als Emin Pascha oder Emin Bey bekannt geworden war. Eduard Schnitzer hatte das Belegexemplar entweder im heutigen Süden des Sudans oder in Uganda gesammelt. Hartlaubs ungewöhnliche Schreibweise des Artephitethons führte dazu, dass die Art gelegentlich auch nur als Sorella emini oder Sorella emini-bey bezeichnet wurde.
Hartlaub vertrat die Ansicht, dass die ungewöhnliche Gefiederfarbe des Maronensperlings und sein Körperbau hinreichend von anderen Passer-Arten abwich, um die Einordnung in eine eigene monotypische Gattung Sorella zu rechtfertigen. Heute wird der Maronensperling jedoch durchgängig in die Gattung Passer eingeordnet. Der Maronensperling ist nahe verwandt mit zwei anderen Passer-Arten, die ebenfalls eine für eine Passer-Art ungewöhnliche Gefiederfärbung aufweisen. Die Männchen des Jemengoldsperlings sind fast vollständig gelb, die Männchen des Braunrücken-Goldsperling weisen einen kastanienbraunen Rücken und ein ansonsten gelbes Gefieder auf. Alle drei Arten zeigen sehr ähnliche Verhaltensweisen. Besonders auffällig ist, dass sie gemeinsam mit dem Moabsperling ein Balzverhalten zeigen, bei dem das Männchen während des Flügelzitterns diese hoch angehoben hält.
Maronensperling, Jemengoldsperling und Braunrücken-Goldrücksperling galten lange als ursprünglichste Arten innerhalb der Gattung Passer mit nur einem verhältnismäßig geringen Verwandtschaftsgrad zum Haussperling und den anderen, in der Paläarktis vertretenen schwarzkehligen Sperlingsarten. Sie wurden deshalb gelegentlich in die Gattung Auripasser gestellt. Untersuchungen der Mitochondrialen DNA weisen jedoch darauf hin, dass sowohl der Maronensperling sowie Jemen- und Braunrücken-Goldsperling entweder von diesen schwarzkehligen Sperlingsarten abstammen oder eng mit ihnen verwandt sind.

## Einzelbelege
1. ↑   Fry et al., S. 35
2. ↑   Fry et al., S. 35
3. ↑   Fry et al., S. 35
4. ↑   Fry et al., S. 35
5. ↑   Fry et al., S: 36
6. 1 2  Gustav Hartlaub: Ueber einige neue von Dr. Emin Bey, Gouverneur der Aequatorialprovinzen Aegyptens, um Lado, Central-Afrika entdeckte Vögel. In: Journal für Ornithologie. 28. Jahrgang, Nr. 2, April 1880, S. 210–214, doi:10.1007/BF02008812.
7. ↑  Ernst Hartert: Miscellanea Ornithologica: Critical, Nomenclatorial, and Other Notes, Mostly on Palaearctic Birds. In: Novitates Zoologicae. 11. Jahrgang, 1904 (biodiversitylibrary.org).
8. ↑  Luis M. Allende, Rubio, Isabel; Ruíz-del-Valle, Valentin; Guillén, Jesus; Martínez-Laso, Jorge; Lowy, Ernesto; Varela, Pilar; Zamora, Jorge; Arnaiz-Villena, Antonio: The Old World sparrows (genus Passer) phylogeography and their relative abundance of nuclear mtDNA pseudogenes. In: Journal of Molecular Evolution. 53. Jahrgang, Nr. 2, 2001, S. 144–154, PMID 11479685 (mec.es [PDF]).